# Melanie McQuaid
Melanie McQuaid (* 17. Mai 1973 in Victoria) ist eine kanadische Duathletin und Triathletin. Sie ist mehrfache Weltmeisterin im Crosstriathlon (2003, 2005, 2006, 2011 und 2017).

## Werdegang
Melanie McQuaid war mit dem Mountainbike im Weltcup unterwegs.

### Weltmeisterin Xterra-Crosstriathlon 2003
Melanie McQuaid konnte im Cross-Triathlon als erste Athletin drei Mal die Xterra-Weltmeisterschaft gewinnen (2003, 2005 und 2006). Nach ihr konnten dies auch Julie Dibens (2007, 2008, 2009) sowie Flora Duffy (2014, 2015, 2016) erreichen. Seit 2010 startet sie auch auf der Triathlon-Mitteldistanz bei Ironman 70.3-Rennen (1,9 km Schwimmen, 90 km Radfahren und 21,1 km Laufen). Ihr Spitzname ist Racergirl.
Im April 2011 holte sie sich auch den Sieg und Weltmeistertitel bei der erstmals von der International Triathlon Union (ITU) ausgetragenen Cross-Triathlon-WM.

### Vize-Weltmeisterin Crosstriathlon 2012
2012 wurde sie in den Vereinigten Staaten ITU-Vize-Weltmeisterin Crosstriathlon: Nachdem sie lange Zeit in Führung gelegen hatte, wurde sie in der letzten Runde noch von der Britin Lesley Paterson überholt. 2012 startete sie auch erstmals auf der Langdistanz in einem Ironman-Rennen (3,86 km Schwimmen, 180,2 km Radfahren und 42,195 km Laufen).

### Weltmeisterin Crosstriathlon 2017
Im August 2017 wurde sie nach 2011 erneut ITU-Weltmeisterin Crosstriathlon. Im November 2017 startete sie beim Ironman Arizona, konnte das Rennen aber nicht beenden. Im September 2019 wurde sie Zweite im Ironman Wisconsin.
Im September 2022 wurde die 49-Jährige Dritte beim Ironman Wisconsin.
Melanie McQuaid lebt in Victoria.

## Auszeichnungen
- «Offroad Triathlete of the Year», Triathlete Magazine, 2005 und 2009

## Sportliche Erfolge
| Datum/Jahr    | Rang | Wettbewerb                  | Austragungsort              | Zeit     | Bemerkung                                      |
| ------------- | ---- | --------------------------- | --------------------------- | -------- | ---------------------------------------------- |
| 14. Juni 2015 | 1    | Ironman 70.3 Victoria       | Victoria (British Columbia) | 04:24:50 |                                                |
| 16. Nov. 2014 | 1    | Ironman 70.3 Ballarat       | Ballarat                    | 04:19:40 | Siegerin bei der Erstaustragung                |
| 17. Aug. 2014 | 1    | Ironman 70.3 Lake Stevens   | Washington                  | 04:27:08 |                                                |
| 7. Juni 2014  | 1    | Ironman 70.3 Boise          | Boise                       | 04:24:07 |                                                |
| 31. Mai 2014  | 3    | Ironman 70.3 Hawaii         | Hawaii                      |          |                                                |
| 4. Aug. 2013  | 3    | Steelhead Ironman 70.3      | Benton Harbor               | 04:26:08 |                                                |
| 21. Juli 2013 | 2    | Ironman 70.3 Lake Stevens   | Washington                  | 04:23:22 | [ 1 ]                                          |
| 23. Juni 2013 | 3    | Ironman 70.3 Mont-Tremblant | Mont-Tremblant              | 04:36:13 |                                                |
| 2. Juni 2013  | 3    | Ironman 70.3 Raleigh        | Raleigh                     | 04:26:56 |                                                |
| 29. Juli 2012 | 3    | Ironman 70.3 Calgary        | Calgary                     |          |                                                |
| 2. Juni 2012  | 5    | Ironman 70.3 Hawaii         | Hawaii                      | 04:38:57 |                                                |
| 14. Aug. 2011 | 2    | Ironman 70.3 Lake Stevens   | Lake Stevens, Washington    | 04:37:58 | [ 2 ]                                          |
| 5. Juni 2011  | 3    | Ironman 70.3 Mooseman       | Newfound                    |          |                                                |
| 15. Aug. 2010 | 1    | Ironman 70.3 Lake Stevens   | Lake Stevens, Washington    | 04:27:16 | Siegerin vor der US-Amerikanerin Tyler Stewart |

| Datum/Jahr    | Rang | Wettbewerb                                      | Austragungsort | Zeit     | Bemerkung                                                                                           |
| ------------- | ---- | ----------------------------------------------- | -------------- | -------- | --------------------------------------------------------------------------------------------------- |
| 14. Okt. 2023 | 43   | Ironman Hawaii                                  | Hawaii         | 10:04:50 | |
| 11. Sep. 2022 | 3    | Ironman Wisconsin                               | Madison        | 10:06:35 | |
| 8. Sep. 2019  | 2    | Ironman Wisconsin                               | Madison        | 09:29:17 | hinter Linsey Corbin                                                                                |
| 19. Nov. 2017 | DNF  | Ironman Arizona                                 | Tempe          | –        | |
| 27. Aug. 2017 | DNF  | ITU Long Distance Triathlon World Championships | Penticton      | –        | Weltmeisterschaft auf der Triathlon-Langdistanz (4 km Schwimmen, 120 km Radfahren und 30 km Laufen) |

| Datum/Jahr    | Rang | Wettbewerb                              | Austragungsort   | Zeit     | Bemerkung                                                                                  |
| ------------- | ---- | --------------------------------------- | ---------------- | -------- | ------------------------------------------------------------------------------------------ |
| 23. Aug. 2017 | 1    | ITU Cross Triathlon World Championships | Penticton        | 02:34:35 | Weltmeisterin Cross-Triathlon                                                              |
| 19. Mai 2012  | 2    | ITU Cross Triathlon World Championships | Shelby County    | 02:27:15 | Vize-Weltmeisterin Cross-Triathlon hinter der Britin Lesley Paterson                       |
| 24. Sep. 2011 | 1    | Xterra USA National Championships       | Ogden (Utah)     |          |                                                                                            |
| 4. Sep. 2011  | 1    | Xterra Canada Championships             | Whistler         | 03:05:41 | [ 5 ]                                                                                      |
| 22. Mai 2011  | 1    | Xterra Southeast Coast Championships    | Pelham (Alabama) |          |                                                                                            |
| 30. Apr. 2011 | 1    | ITU Cross Triathlon World Championships | Extremadura      |          | Weltmeisterin Cross-Triathlon (1 km Schwimmen, 20 km Mountainbiken und 6 km Geländelauf)   |
| 17. Apr. 2011 | 1    | Xterra Southcentral Championships       | Waco             |          |                                                                                            |
| 4. Nov. 2011  | 1    | Xterra West Coast Championships         | Las Vegas        |          |                                                                                            |
| 25. Sep. 2010 | 1    | Xterra USA National Championships       | Ogden            | 02:49:57 | Sieg vor der Schottin Lesley Paterson                                                      |
| 13. Juni 2010 | 2    | Xterra Southeast Coast Championships    | Pelham           |          |                                                                                            |
| 30. Mai 2010  | 1    | Xterra European Triathlon Championships | Cala Ginepro     |          | auf Sardinien bei der Xterra Italy                                                         |
| 25. Okt. 2009 | 3    | Xterra Triathlon World Championships    | Maui             |          | WM Cross-Triathlon (1,5 km Schwimmen, 32 km Mountainbike und 12 km Crosslauf)              |
| 26. Sep. 2009 | 1    | Xterra USA National Championships       | Ogden            |          |                                                                                            |
| 5. Okt. 2008  | 1    | Xterra USA National Championships       | Ogden            |          |                                                                                            |
| 28. Okt. 2007 | 2    | Xterra Triathlon World Championships    | Maui             |          | Cross-Triathlon                                                                            |
| 29. Okt. 2006 | 1    | Xterra Triathlon World Championships    | Maui             |          | Weltmeisterin Cross-Triathlon                                                              |
| 1. Okt. 2006  | 1    | Xterra USA National Championships       | Ogden            |          |                                                                                            |
| 23. Okt. 2005 | 1    | Xterra Triathlon World Championships    | Maui             |          | Weltmeisterin Cross-Triathlon                                                              |
| 2. Okt. 2005  | 2    | Xterra USA National Championships       | Ogden            |          |                                                                                            |
| 24. Okt. 2004 | 2    | Xterra Triathlon World Championships    | Maui             |          | Vize-Weltmeisterin Cross-Triathlon                                                         |
| 26. Okt. 2003 | 1    | Xterra Triathlon World Championships    | Maui             |          | Weltmeisterin Cross-Triathlon (1,5 km Schwimmen, 32 km Mountainbike und 12 km Geländelauf) |
| 22. Okt. 2000 | 2    | Xterra Triathlon World Championships    | Maui             | 03:09:17 | Vize-Weltmeisterin Cross-Triathlon                                                         |

(DNF – Did Not Finish)